# Wilianowo (obwód brzeski)
Wilianowo  (biał. Вільянава, Wiljanawa; ros. Вильяново, Wiljanowo) – wieś na Białorusi, w obwodzie brzeskim, w rejonie prużańskim, w sielsowiecie Zieleniewicze, przy lasach Puszczy Białowieskiej. 
W dwudziestoleciu międzywojennym leżał w Polsce, w województwie białostockim, w powiecie wołkowyskim. 